# Феодор I Палеолог
Феодор I Палеолог (грец. Θεόδωρος Α΄ Παλαιολόγος; бл. 1355 — 24 червня 1407) — 4-й деспот Мореї в 1383—1407 роках.

## Життєпис
Походив з династії Палеологів. Молодший син візантійського імператора Іоанна V та Олени Кантакузини. Народився близько 1355 року в Константинополі.
У 1376 році був призначений деспотом Фессалонік, але прийняти владу над ними не встиг, оскільки його разом з батьком і братом Мануїлом заарештував і запроторив за грати старший брат Андронік IV. Звільнився у 1379 році, коли останнього було повалено, а Іоанна V повернути но трон. Не повернув собі титул деспота Фессалонік, який був призначений Мануїл.
1382 року Феодора було призначено монейським деспотом. Але його володар Матвій Кантакузин відмовився підкоритися. Лише наприкінці 1383 року після смерті Дмитра Кантакузина зумів закріпитися в Мореї.
Стикнувся з ворожістю місцевої знаті (архонтів). Один з них Павло Мамон, правитель Монемвасії, був настільки ворожий до Феодору, що тому довелося запропонувати місто в 1384 році П'єтро Гримані, венеційському каштелянові міста Корона. Мамон у відповідь звернувся за допомогою до османів і Палеолог був викликаний султаном Баязидом I в Серрі. Коли деспот прибув туди у 1393 році, то опинився в почесному полоні. Для звільнення зобов'язався передати Монемвасію султанові. У відповідь жителі міста після цього самі запросилися у підданство до Венеційської республіки, але її сенат вирішив не провокувати османів і відмовився від цієї пропозиції.
Для зміцнення своєї влади Феодор I продовжив політику залучення албанських поселенців, з яких потім набирав вояків. Феодор I Палеолог уклав союз з афінським герцогом Неріо I Аччаюолі.
1388 року Феодору I за підтримки тестя вдалося завоювати Аргос. Це призвело до протистояння з Венеційською республікою, яка незадовго до цього викупила права на місто й сеньйорія у Луї де Енгіен. Спочатку венеційці намагалися вирішити проблему дипломатично і відправили до двору деспота кілька посольств. Але Феодор I відмовився здавати Аргос, а тому Венеція припинила торговельні зносини, зокрема, перестала поставляти деспотату залізо. Палеолог пішов на поступки тільки з посиленням османської загрози.
27 травня 1394 року в Модоні уклав угоду з Венецією, за якою поступився Аргосом в обмін на гарантію притулку деспотові і його родини в разі небезпеки, а також передачу Афінському герцогству Мегар і повернення Морейському деспоатту зайнятого венеційським флотом укріплення Васілопотамон. Наприкінці вересня – жовтні 1395 року без бою зайняв Коринф з околицями, а потім захопив Афіни, де тоді панували венеційці. 1396 року уклав військовий союз з Педро Бордо де Сан Супераном, князем Ахейським, за яким заплатив 6000 золотих дукатів за Коринф з щорічною виплатою ще в 600 дукатів.
Намагаючись збільшити коло союзників проти османського султана, що рушив до Середньої Греції, він звернувся до Філіберу де Найяку, великому магістру госпітальєрів, запропонувавши тому міста Містру і Коринф в обмін на військову допомогу. В результаті хоча Баязид I оголосив Пелопоннес бейлербейством Османської імперії, він так і не зміг повністю встановити контроль над ним, оскільки 1399 року Палеолог в союзі з Ахейським князем, Афінським герцогом і госпітальєрами зуміли чинити гідний опір.
У 1400 році, коли Баязид I знову взяв в облогу Константинополь. Імператор Мануїл II рушив на Захід просити допомоги. При цьому він залишив свою родину під захист Феодора I, в Монемвасії.
Становище поліпшилося після 1402 року, коли в Ангорській битві султан зазнав нищівної поразки від чагатайського аміра Тамерлана. 1404 року госпітальєри повернули йому Містеру і Коринф, оскільки не мали змоги їх захищати.
Незадовго до смерті Феодор I Палеолог постригся в ченці під ім'ям Феодорит. Помер 1407 року. Новим морейським деспотом став його небіж Феодор II Палеолог.

## Родина
Дружина — Бартоломе, донька Неріо I Аччаюолі, герцога Афінського
Діти:
- донька, дружина Сулеймана Челебі, співсултана Османської держави